# Tony Rothman
Tony Rothman (24 de abril de 1953) é um físico estadunidense.

## Obras
- The world is round, Ballantine 1978 (Science Fiction)
- Frontiers of modern physics: new perspectives on cosmology, relativity, black holes, and extraterrestrial intelligence, Dover 1985
- Science à la mode: physical fashions and fictions, Princeton University Press 1989, Paperback 1991 (Essay Sammlung)
- Censored Tales, Pan Macmillan 1989 (Kurzgeschichten über Russland)
- A physicist on Madison Avenue, Princeton University Press 1991 (Essay-Sammlung, wurde für den Prêmio Pulitzer nominiert)
- Instant physics: from Aristotle to Einstein, and beyond, Ballantine Books 1995
- com E. C. G. Sudarshan Doubt and Certainty: the celebrated academy, Basic Books 1998
- Everything's relative and other fables from science and technology, Wiley 2003
- com Fukagawa Hidetoshi Sacred Mathematics: Japanese Temple Geometry, Princeton University Press 2008 (das Buch gewann den Association of American Publishers Award for Professional and Scholarly Excellence in Mathematics 2008)